# Marina Tat
Marina Tat (Phnom Penh, 21 ottobre 1983) è un'ex modella ed ex idol cambogiana, nota per essere sopravvissuta ad un'aggressione con l'acido compiuta nel dicembre del 1999.
Il caso attirò l'attenzione pubblica, dapprima in Cambogia, dove Marina Tat era conosciuta come idol promettente, poi a livello internazionale, perché l'attacco fu organizzato ed eseguito dalla moglie di un alto funzionario del governo cambogiano. Dopo l'aggressione con l'acido, nessuno dei responsabili è stato perseguito legalmente o arrestato per il crimine commesso.
Marina Tat in seguito si è sposata e attualmente vive con il marito e i due figli negli Stati Uniti, sotto lo status di rifugiata politica, a causa delle minacce ricevute nel suo paese di origine dopo aver esposto pubblicamente la sua storia.

## Biografia
Nata il 21 ottobre 1983 a Phnom Penh, in una famiglia molto povera, Marina è la terzogenita di nove figli; I suoi familiari e gli amici la descrivevano come una bambina allegra, felice e popolare, che amava divertirsi e rendere felici gli altri 
A causa delle difficili condizioni economiche in cui versava la sua famiglia, Marina fu costretta a lasciare la scuola durante l'adolescenza, per poter aiutare i suoi genitori, disoccupati, ed in particolar modo il padre malato, pagando le spese mediche e sostentando inoltre i fratelli e le sorelle più piccoli.
All'età di 14 anni Marina iniziò a vendere frullati di frutta nelle zone meridionali della città di Phnom Penh, una metropoli molto vasta e popolosa, lavorando soprattutto sul viale Monivong, la via centrale della capitale e cominciò a coltivare il sogno di diventare una cantante di karaoke, attività molto in voga nel paese; per farsi conoscere nel campo dello spettacolo, Marina frequenta dei piccoli locali di karaoke e pratica canto, riuscendo ad ottenere un lavoro con una società di produzione cinematografica. Grazie a questo impiego, Marina firmò dei contratti come modella per pubblicità e nel 1998 iniziò a lavorare con la Golden CD Music Productions, una società che produceva e pubblicizzava video per karaoke, facendosi conoscere nell'ambiente con il nome di "Rina".
In questo modo, Marina ottenne maggiore visibilità, fu in grado di aiutare economicamente la sua famiglia pagando le tasse scolastiche del fratello minore e offrì soldi anche ai suoi vicini di casa.

### L'incontro con Svay Sitha
Verso la fine del 1998, Marina Tat venne contattata da Svay Sitha, all'epoca stella nascente nel governo cambogiano e nel Partito Popolare Cambogiano, attraverso amicizie comuni.
In Cambogia è pratica comune che degli uomini facoltosi cerchino delle ragazze giovani ed attraenti per sostenere il ruolo di amanti o di seconde mogli, soprattutto nel campo del karaoke.
Svay Sitha, dopo ripetute richieste di incontro, riuscì infine ad instaurare una relazione con Marina Tat all'inizio del 1999, circuendola con regali, denaro e proprietà immobiliari e facendole credere di essere celibe. 
Marina Tat, quando scopri che l'uomo era sposato e aveva quattro figli, cercò senza successo di interrompere questa relazione, sebbene Svay Sitha fosse al corrente dei pericoli a cui Marina sarebbe stata esposta se avesse continuato a frequentarlo: nel giugno del 1999, Marina iniziò a ricevere delle telefonate minatorie da parte di uomo, che lei riconobbe come Khuon Van Dee, il nipote della moglie di Svay Sitha, Khuon Sophal, in cui veniva minacciata di essere aggredita con l'acido se non avesse interrotto il suo rapporto con Svay Sitha. Nonostante fosse consapevole dei rischi concreti che Marina stava correndo, Svay Sitha costrinse la giovane a portare avanti la relazione con lui, ma prese la decisione di far trasferire Marina da Phnom Penh a Battambang, una città distante circa 290 chilometri dalla capitale, senza spiegare a Marina il motivo di questa scelta.

## Assalto e attacco con l'acido
Il 5 dicembre 1999 Marina Tat si recò ad acquistare un telefono cellulare presso l'Olympic Market di Phnom Penh per potersi tenere in comunicazione con la sua famiglia, in vista dell'imminente trasferimento a Battambang, previsto per il giorno seguente, facendosi accompagnare da sua sorella e dalla nipote di tre anni.
Mentre Marina e i suoi familiari erano all'Olympic Market, il cognato di Marina, che si trovava nell'appartamento della giovane, fu avvisato da un vicino di casa che tre persone, due uomini e una donna, si aggiravano intorno alla sua abitazione, in cerca di Marina. A questo punto il cognato cercò di contattare più volte Marina, senza riuscire a parlare con lei. In seguitò, telefonò a Svay Sitha, il quale avvisò che sua moglie, Khuon Sophal, era alla ricerca di Marina.
All'uscita dell'Olympic Market, dopo aver effettuato delle compere, Marina e sua sorella si fermarono presso un venditore ambulante per comprare una zuppa di riso alla nipotina affamata. Mentre Marina dava da mangiare alla nipote, sua sorella decise di tornare a casa, ma una volta giunta a destinazione venne informata dai familiari che Marina probabilmente era in pericolo: la sorella tornò quindi all'Olympic Market per raggiungere Marina, ma arrivò troppo tardi perché l'aggressione aveva già avuto luogo.
Pochi minuti prima Marina era stata avvicinata da una donna, che la polizia più tardi identificò come Khuon Sophal, la moglie di Svay Sitha, trascinata per i capelli e gettata per terra: in seguito, venne accerchiata da un gruppo di cinque o sei uomini e colpita ripetutamente fino a perdere coscienza. 
Successivamente, la donna versò sul volto e sul corpo di Marina dell'acido nitrico contenuto in un recipiente di circa 5 litri. Alcuni testimoni presenti sulla scena dissero che sia gli aggressori sia la donna rimasero feriti dall'acido.
Sebbene le indagini della polizia concentrarono i sospetti su Khuon Sophal, né la donna né gli uomini coinvolti nel crimine furono processati o arrestati per quanto commesso.

## Trattamento e recupero
Subito dopo l'attacco con l'acido, Marina, riacquistati i sensi, corse a chiedere aiuto presso una casa vicina, dove le vennero prestati i primi soccorsi. La donna colpevole dell'aggressione inizialmente la inseguì, fino a quando Marina non riuscì a rifugiarsi nell'abitazione.
Marina venne successivamente ricoverata al Preah Kossamak Hospital di Phnom Penh, in cui era presente un reparto ustionati e due settimane più tardi fu trasferita presso il Cho Ray Hospital, il più grande ospedale di Ho Chi Minh City, in Vietnam, per potersi sottoporre a dei trapianti di pelle.
I danni fisici provocati dall'azione dell'acido furono numerosi: il volto di Marina era quasi completamente sciolto e distrutto dal liquido corrosivo. L'acido aveva danneggiato il 43% del suo corpo. Marina perse i capelli, la palpebra dell'occhio destro, entrambe le orecchie, con conseguente diminuzione di udito e l'olfatto.
Alcuni testimoni dell'aggressione furono concordi nell'affermare che Marina riuscì a salvare la vista perché, al momento dell'attacco, era sdraiata con il viso rivolto per terra e si coprì istintivamente gli occhi dall'acido.
In seguito, Marina si trasferì negli Stati Uniti per sottoporsi a una serie di ulteriori interventi chirurgici, assistita dal fratellastro Ta Sequndo, un infermiere cambogiano residente negli Stati Uniti.

## Mass media
Nel marzo del 2009, Marina Tat ha rilasciato un'intervista al giornale cambogiano Phnom Penh Post, in cui ha ribadito di essere convinta che la donna colpevole dell'aggressione nei suoi confronti sia Khuon Sophal.
Successivamente, Svay Sitha ha confermato che sua moglie è stata accusata per il reato commesso, ma non è stata incriminata perché resasi irrintracciabile per la polizia cambogiana.

### Documentario
Marina Tat, nel 2009, ha collaborato con il produttore cinematografico Skye Fitzgerald per la realizzazione del documentario "Finding Face", in cui viene raccontata la sua storia e il lungo percorso di rinascita che ha affrontato dopo l'aggressione con l'acido. L'opera ha ottenuto ampi consensi dalla critica e dal pubblico e ha ricevuto diversi premi cinematografici.

### Graphic Novel
Nel 2008, un gruppo di studenti dell'Università di Stanford ha prodotto una graphic novel dal titolo "Shake Girl", basata sulla vita di Marina Tat e visibile sul sito del progetto.

## Dopo l'attacco con l'acido
Nel 2010, in seguito all'esposizione mediatica dovuta all'uscita del documentario "Finding Face", la famiglia di Marina Tat ha iniziato a temere possibili ritorsioni e si è trasferita dalla Cambogia ai Paesi Bassi.
Il governo cambogiano, anche a seguito del dibattito causato dall'aggressione, ha elaborato una legge per limitare la vendita di acido e inasprire le pene per i responsabili degli attacchi. Tale legge è stata approvata a fine 2011. La moglie di Svay Sitha, nonostante una sentenza che ne avrebbe previsto l'arresto, non scontò alcun giorno di detenzione per il crimine commesso.